# Parstuga

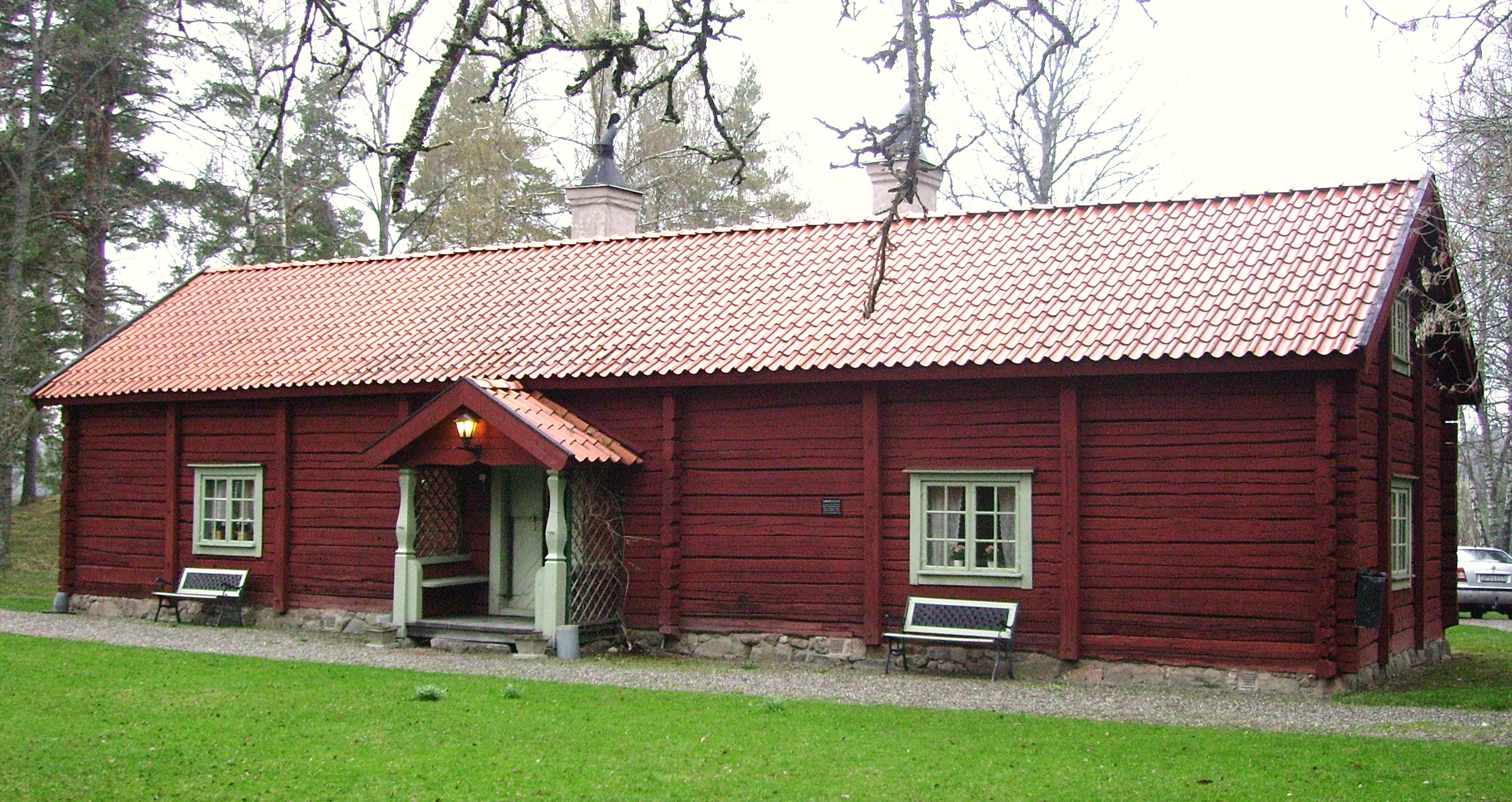
Åbrostugan från 1700-talet vid Trostorp hembygdsgård. Ursprungligen från Västerljung.

Parstugan var från 1500-talet, men med rötter i 1400-talet, en hustyp i Sverige, som först förekom i herrskapliga sammanhang och blev allmän som bondgård i slutet av 1600-talet och under 1700-talet. En parstuga består av två rum, "stugor", över hela husets bredd, samt mellan dem en kammare och en förstuga (farstu).

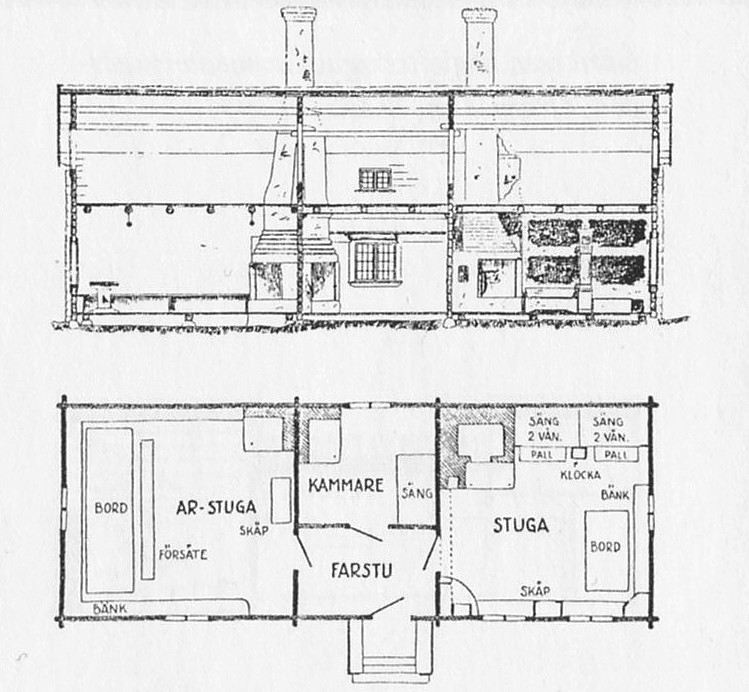
Parstuga plan och sektion.

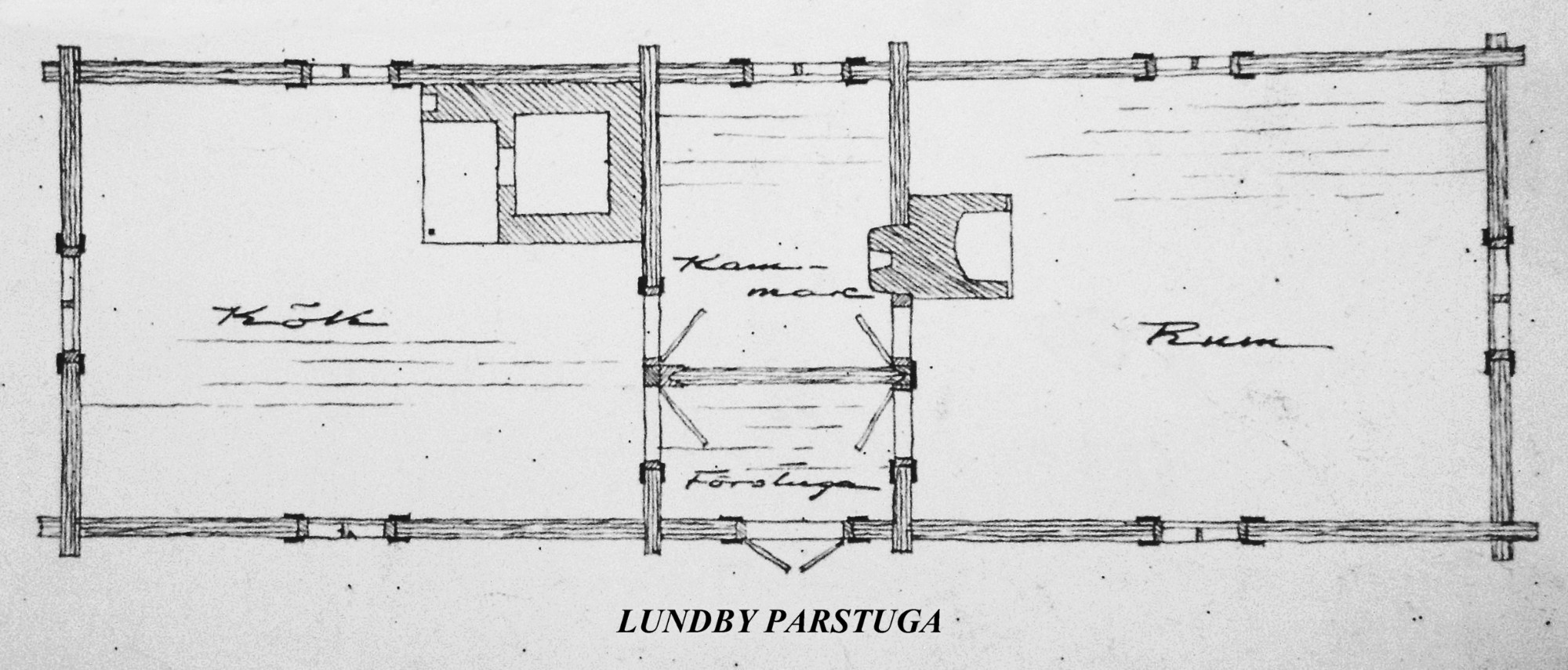
Planritning för Lundby parstuga.

Det karaktäristiska med en parstuga är att förstugan med entrén ligger i husets mitt och att man därifrån når ett rum till höger och ett rum till vänster. Det mindre rummet rakt fram bakom förstugan, kammaren, var i herrskapssammanhang ett enskilt sovrum, men användes i bondstugan sällan som bostadsrum. 
Vardagsstugan var det fram till 1950-talet enda till vardags bebodda rummet. Det tjänstgjorde även vanligen som kök med bakugn och under vintertid som arbetsrum. Under 1800-talets början flyttade dock köket ofta in i den tidigare sällan utnyttjade kammaren. 
Den andra stugan, annerstugan eller anderstugan, som användes vid fester och i senare tid blev finrum, saknade bakugn men hade eldstad. När rummet inte användes förvarades där kistor och skåp med hushållets finkläder och linneförråd. I större förhållanden lades ibland kammare till på ena eller båda gavlarna, så kallade framkammarstugor; bergsmansgård, jämför enkelstuga (Morastuga).